# Домашние коты (мультсериал)
«Домашние коты» (англ. Slacker Cats) — американский комедийный мультсериал. Был закрыт 17 сентября 2007 года после показа 6 серий. Премьера второго сезона состоялась на официальном сайте ABC Family 19 января 2009 года. Сериал целиком создан при помощи flash-анимации.
Первоначально сериал был представлен, как детский. Но позже было обозначено, что сериал содержит сцены для взрослых.
В России был показан под названием «Домашние коты» на телеканале 2×2.

## Описание
Действие происходит в вымышленном городе Уэнделл, Калифорния. Сюжет разворачивается вокруг двух котов, Бакли и Эдди, каждый день стремящихся разнообразить свою скучную бездельную жизнь. У них есть несколько друзей, часто принимающих активное участие в их приключениях. Все коты в сериале антропоморфны, свободно общаются с людьми на английском и могут пользоваться многими людскими благами (покупки в магазине, обращения в полицию, использование компьютера и других электронных устройств).

## Основные персонажи

### Бакли (Buckley)
Один из двух главных героев мультсериала, наряду с Эдди. синий Мейн-кун, принадлежащий Луизе и живущий в её квартире. По сравнению с другими котами достаточно умён, но он считает себя намного умнее, чем есть на самом деле, из-за чего он и Эдди попадают в неприятности. Тайно хочет стать человеком, чувствуя свою ограниченность как кота. Его лучший друг — Эдди, который является частой причиной его неудач. Постоянно стремится за что-то отомстить Кошке-в-сапожках . Влюблён в свою хозяйку Луизу и мечтает жениться на ней, но она не признаёт этого, объясняет это тем, что она — человек, а он — кот. Личность Бакли колеблется от ленивой и беззаботной до активной и ответственной. Более этичен, чем Эдди. Однажды Бакли продемонстрировал себя агрессивным, оторвав своей подруге Табите ухо.

### Эдди (Eddie)
Второй главный герой мультсериала. апельсин полосатая кошка, принадлежит Дэну. Эдди — лучший друг Бакли, хотя он редко ведёт себя как друг. Он предельно эгоцентричен (в шестой серии он целовал чучело, изображающее его самого). Знает, что Бакли влюблён в свою хозяйку, и часто высмеивает его за это. Всегда встаёт на сторону Бакли, когда они оба пытаются выяснить у Кошки-в-сапожках, где её Кот-в-сапогах.

### Табита (Tabitha)
Розовая манчкин кошка. Хозяин неизвестен. Возможно, из-за внезапных появлений, беспризорная. Однажды, в пятом эпизоде, признаётся, что у неё был хозяин, но она забыла, кто он. Имеет одно ухо, второе выглядит частично откушенным. Часто носит с собой маленький зелёный кошелёк, напоминающий дамскую сумку. Обладает нестандартным мышлением. Проявляет симптомы биполярного аффективного расстройства (сцена, когда Табита, со скальпелем в лапах, склонилась над Луизой, собираясь провести «обратную операцию по разделению сиамских близнецов»). Из всех персонажей города она любит проводить время с Бакли и Эдди, постоянно надоедая им. Всякий раз, как она их видит и пытается начать разговор, Эдди придумывает оправдания, что они слишком заняты, и предлагает ей подождать их где-нибудь (иногда в заведомо опасном месте). Всегда всё прощает им (даже когда Бакли откусил ей второе целое ухо). Импульсивная, безумная, немного сумасшедшая, обычно позитивная и радостная. Образ Табиты во многом похож на героиню Лори Петти в постапокалиптической комедии «Танкистка».

### Дупер (Dooper)
Кремовый бездомный кот, Живёт в картонной коробке, под мостом, недалеко от дома Луизы. Всегда чего-то боится, в результате чего постоянно придумывает необычные теории заговора и стремится предупредить каждого. Самые близкие знакомые — Эдди и Бакли, которым он обычно и рассказывает о теориях заговора. Но они его игнорируют и иногда, обманывая, используют в своих целях.

### Кошка-в-сапожках (Mrs. Boots)
Светло-фиолетовая персидская кошка. Хозяин неизвестен, но, судя по особняку, в котором живёт Кошка-в-сапожках, он богатый. Ненавидит Бакли и всегда старается срывать его планы любым способом. Причины ненависти неизвестны. Нижние части её лап тёмно-коричневого цвета (в отличие от светлого окраса остальной части тела), от чего ей и дано такое имя. Толстая, очень пушистая, что позволяет ей скрывать лапы в своём меху, когда она сидит. Сильно злится и быстро выходит из себя, когда её спрашивают, где же её Кот-в-сапогах, чем и пользуются Бакли и Эдди.

### Луиза (Louise)
Хозяйка Бакли. Одинокая молодая девушка, возраст около 25 лет. Постоянно ищет себе потенциального мужа (и терпит неудачи в поисках), игнорируя признания своего кота и воспринимая его только как кота. Работает в компании неизвестной направленности BIMTO system (судя по тому, что в пятом эпизоде второго сезона была уволена оттуда).

### Дэн (Dan)
Хозяин Эдди. Очень похож на своего кота. Непривлекательный молодой человек. Род деятельности — программист. Почти всё время проводит в интернете, перед телевизором или за видеоиграми. Ему нравится Луиза, и он постоянно пытается добиться её расположения.

## Эпизоды

### Первый сезон (2007)
| # | Название                                             | Режиссёр(ы)    | Сценарист(ы)            | Премьера         | Премьера в России |
| --- | ---------------------------------------------------- | -------------- | ----------------------- | ---------------- | ----------------- |
| 1 | «Mexico» «Мексика»                                   | Сет Кирсли     | Кевин Сесил Энди Райли  | 13 августа 2007  | 25 мая 2009       |
| Эдди и Бакли покупают билеты в Мексику, но они проспали свой рейс. Они послали Табиту ждать в их в секретном месте (на автостраде). Где Табита начинает встречаться с кожей мёртвой кошки. Котам нужны деньги, чтобы купить крем от загара. Они находят объявление о потерянном коте Мармодюке, и они заставили Дупера надеть кожу мёртвой кошки. |                                                      |                |                         |                  |                   |
| 2 | «The Wood» «Лес»                                     | Перри Зомболас | Кевин Сесил Энди Райли  | 20 августа 2007  | 26 мая 2009       |
| Лес хотят вырубить, чтобы построить на его месте новые дома. Эдди и Бакли спорят, что Бакли нападет на первого кота, который войдёт в лес. Вошла Табита, он исцарапал её и оторвал ей ухо. Хозяйка Бакли встречается с продавцом домов, которого ненавидят Бакли и Эдди. Бакли и Эдди хотят спасти лес. |                                                      |                |                         |                  |                   |
| 3 | «Big Guy» «Большой парень»                           | Ники Янг       | Робин Френч Кирон Квирк | 28 августа 2007  | 28 мая 2009       |
| Эдди и Бакли должны избавится от крыс под рестораном, но Бакли испугался их и Эдди рассказывал всем это. Из зоопарка сбегает тигр, которого находит Таббита и тут же влюбляется в него. Бакли и тигр начинают дружить. |                                                      |                |                         |                  |                   |
| 4 | «Ozymandias» «Озимандия»                             | Энди Бодл      | Кевин Сесил Энди Райли  | 3 сентября 2007  | 29 мая 2009       |
| Бакли узнаёт, что он собственность Луизы, поэтому он решает жить на улице с Дупером. Дупер поселяет Бакли в коробку, которую он называет домом для гостей. Тем временем Таббита и Луиза начинают дружить. |                                                      |                |                         |                  |                   |
| 5 | «Casino Miaow» «Клетка казино»                       | Дженнифер Койл | Кевин Сесил Энди Райли  | 10 сентября 2007 | 27 мая 2009       |
| Бакли и Эдди покупают старый журнал «Кошачьи шалости», в котором они находят фотографию Кошки в сапожках. Эдди и Бакли шантажировали кошку в сапожках, и чтобы они отдали фотографию в журнале Кошке в сапожках, она приглашает Бакли и Эдди на приём с игрой в покер. Эдди и Бакли отдают Таббиту на эксперименты с переменой мозга. Бакли проигрывает деньги на подарок для Луизы и пытается отыграться. Эдди пытается разными способами соблазнить кошку которую он встретил на приёме.                                                                                |                                                      |                |                         |                  |                   |
| 6 | «Buckley and Eddie Deceased» «Бакли и покойник Эдди» | Дженнифер Койл | Гайдеун Дефо            | 17 сентября 2007 | 3 июня 2009       |
| Эдди надо быть в двух местах, в одно и тоже время; сидеть с Бакли и пойти на шоу на льду. Он выбирает второе и поэтому покупает чучело в виде себя, вставляет в него диктофон и привязывает это чучело к хвосту Бакли. Чучело в виде Эдди надоедает Бакли, поэтому тот пошёл на улицу. На улице чучело отрывается от хвоста Бакли и попадает под машину. Бакли думает, что чучело - это Эдди, и поэтому чучело похоронили. Когда Таббита уходила с кладбища, она увидела Эдди, который шёл с шоу на льду и Таббита подумала, что он призрак, и она всем это рассказывает. |                                                      |                |                         |                  |                   |

### Второй сезон (2009)
| # | Название                                            | Режиссёр(ы) | Сценарист(ы)            | Премьера на сайте | Произв. код |
| --- | --------------------------------------------------- | ----------- | ----------------------- | ----------------- | ----------- |
| 7 | «Dolenz» «Доленз»                                   | Неизвестно  | Неизвестно              | 19 января 2009    | 106         |
| Из тюрьмы освобождают Доленза, которого когда-то Бакли сдал полицейским. Доленз, Эдди, Бакли и Таббита начинают грабить людей, после того Луиза узнаёт, что Бакли грабитель, она заставляет бросить грабёж. После того, как Бакли снова сдаёт Доленза, тот сбегает и пытается убить Бакли. |                                                     |             |                         |                   |             |
| 8 | «Sex and the Kitties» «Секс и котята»               | Неизвестно  | Неизвестно              | 19 января 2009    | 108         |
| От Эдди родило восемь кошек, поэтому его решают кастрировать. Увидев восемь детей от Эдди Луиза решила завести котят. Луиза хочет, чтобы Бакли и кошка похожая на него спаривались, чтобы завести котят. |                                                     |             |                         |                   |             |
| 9 | «Buckley on the Run» «Бакли в бегах»                | Неизвестно  | Робин Френч Кирон Квирк | 20 января 2009    | 109         |
| Эдди помогает своему хозяину наладить отношения с Луизой: они подкидывают девушке её любимый фильм, включающий 25 кадр с именем Дена. Однако малограмотный Эдди неправильно написал нужное имя, приведя в жизнь Бакли его давнего врага – продавца домов Дега. Приглашённые звёзды: Стивен Рут, Дэйв Фоли, Бобкэт Голдтуэйт и Том Кенни.                                                                                              |                                                     |             |                         |                   |             |
| 10 | «Garage A Trois» «Гараж»                            | Неизвестно  | Неизвестно              | 21 января 2009    | 110         |
| Луиза уехала на несколько дней и оставила Бакли «автокормушку». Но кот не хочет ждать и пытается достать еду путём взлома. В поисках инструментов они с Эдди оказываются запертыми в гараже, затем к ним присоединяется и спасатель-неудачница Табита. О том, что происходило в стенах гаража эти несколько дней, кошки поклялись не рассказывать никому и никогда…                                                                   |                                                     |             |                         |                   |             |
| 11 | «Work Work Work» «Работа, работа, работа»           | Неизвестно  | Неизвестно              | 22 января 2009    | 111         |
| Бакли и Эдди «прикололись» над Луизой: под видом завтрака они влили в неё порядочное количество водки перед самой работой, откуда её незамедлительно уволили. Бакли попробовал вернуть работу хозяйке, но вместо этого сам получил кресло директора и срочное задание: за пару дней придумать гениальную презентацию, которая спасет местный филиал от закрытия.                                                                      |                                                     |             |                         |                   |             |
| 12 | «Buckley Versus the Future» «Бакли против будущего» | Неизвестно  | Неизвестно              | 23 января 2009    | 112         |
| Бакли был возмущен тем, что Луиза с самого его детства ведет блог от его имени с дурацкими фотографиями. Однако его попытка вести блог с «мудрыми измышлениями» была встречена со стороны блогосферы волной негатива. У Эдди свои претензии ко всемирной паутине: его хозяин уже давно не вылезает из сети, прожигая время на видеоигры. И тогда Бакли решил отключить интернет. Что, в прочем, у него получилось, хотя и не надолго. |                                                     |             |                         |                   |             |